# Serbien och Montenegro i Junior Eurovision Song Contest
Serbien och Montenegro debuterade i Junior Eurovision Song Contest 2005 vilket var enda gången landet deltog i tävlingen. Landet splittrades året därpå.

## Deltagare
| År             | Artist      | Bidrag                             | Nr | Poäng |
| 2005           | Filip Vučić | Ljubav pa fudbal (Љубав па фудбал) | 13 | 29    |
| Upplöstes 2006 |             |                                    |    |       |